# Фрейкс (вулкан)
Фрейкс (англ. Mount Frakes) — великий щитовий вулкан, найвища вершина антарктичних гір Крері, що у Землі Мері Берд в Антарктиді.

## Географія

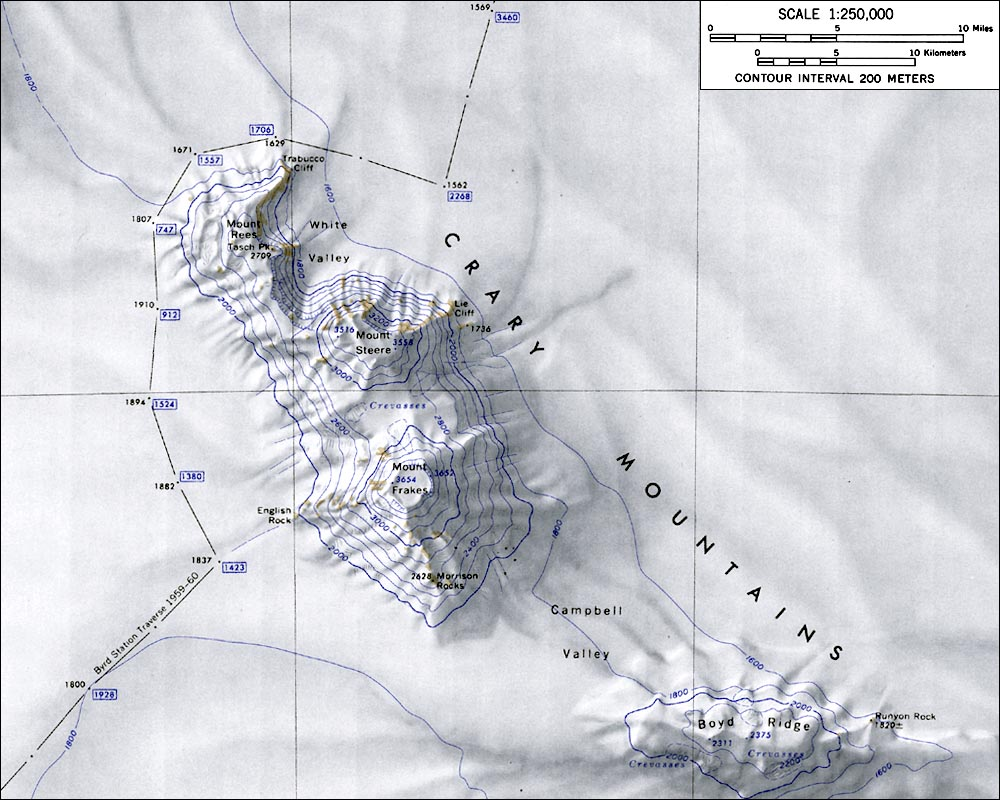
Топографічна мапа гір Фрейкс і Стир (масштаб 1:250,000)

Абсолютна висота вершини 3675 м над рівнем моря. Відносна висота — 1780 м. Топографічна ізоляція вершини відносно найближчої вищої вершини, вулкана Сідлей (4285 м), який розташований у горах Виконавчого комітету, становить 211,19 км. Найвище сідло вершини, по якому вимірюється її відносна висота — 1895 м.
Вулкан був досліджений Геологічною службою США (USGS) із землі і обстежений ВМС США із повітря, з виконанням аерофотозйомки, в 1959—1966 роках. Він був названий «Консультативним комітетом з назв в Антарктиці» (US-ACAN) на честь геолога Лоренса A. Фрейкса, який працював три сезони на Фолклендських островах і в Антарктиці з 1964—1965 по 1967—1968 роки. Вулкан Фрейкс розташований за 9 км на південь — південний схід від вулкана Стир, за 120 км на південний захід від вулкана Тоней і за 157 км на захід — південний захід від вулкана Такахе, в Землі Мері Берд.